# Maria Helena da Cruz Coelho
María Helena de la Cruz Coelho (Oporto, 15 de mayo de 1948) es una historiadora portuguesa, Profesora Titular de la Facultad de Artes de la Universidad de Coímbra, directora de Paleografía y Diplomática de dicha Universidad (1971) y Doctora (1983) en Historia por la Universidad de Coímbra. Actualmente es académico correspondiente de la Academia de las Ciencias de Lisboa y de la Real Academia de la Historia, académica de número de la Academia Portuguesa de la Historia, Presidente de la Junta de la Sociedad Portuguesa de Estudios Medievales desde 2003 y directora de la Revista Portuguesa de la Historia. 
Se ha especializado en Historia Medieval, Historia Rural, Historia Religiosa, Historia Concelhia, Historia Política. 
Paleografía y Diplomática.
Su investigación, publicada en más de trescientos cincuenta reuniones científicas en el país y en el extranjero, y más de dos centenares de artículos y obras, se centra en los diversos temas de la época medieval, sobre todo religiosos, institucionales, económicos y sociales de la historia el campo y las autoridades locales, la paleografía y diplomática. Recibió el Premio de Ciencia de la Fundación Calouste Gulbenkian, siete premios de la Academia Portuguesa de la Historia y la Medalla al Mérito, de oro de grado, el alcalde de Arouca.

## Obra
- El poder municipal de Cambios para la asamblea constituyente, Coímbra, CEFA, 1986 (coautora)
- Seia. Una tierra de frontera en el Seia duodécimo-decimotercero, Ayuntamiento, 1986
- Arouca - una tierra, un monasterio, una santa, Arouca, Ayuntamiento, 1989.
- Coímbra a Roma. Un viaje a mediados de los Quinientos, Coímbra, Coimbra Editora, 1990 (coautora)
- Hombres, Spaces y Poderes, 2 vols., Vol. I, Vida Notas Sociales, vol. III, Manor dominio, Lisboa, Horizon Books, 1990.
- Historia Medieval de Portugal. Guía de estudio, Porto, 1991.
- La Feria de Coímbra en el contexto de portugueses ferias medievales, Coímbra, 1993.
- Cartas Feria de Bragança (siglo XIII-XV), Braganza, 1993 (coautora)
- Partido y sociabilidad en la Edad Media, Coímbra, 1994.
- La superstición, la Fe y Milagros en la Edad Media, Coímbra, 1995.
- Repertorio Biblioteca de la historiografía portuguesa, Coímbra, 1995 (supervisión científica coautora)
- Ocio y Negocio, Coímbra, 1998.
- San Antonio de Lisboa, en Santa Cruz de Coímbra, Padova, 1998.
- Motivación y Foros Guardia, Guardia, 2000 (coautora)
- Motivos de Montemor-o-Velho, Montemor-o-Velho, 2002.
- Arouca - una tierra, un monasterio, una santa, 2ª ed. revisado y mejorado, Arouca, Bienes Irmanadade Reina Santa Mafalda, 2005.
- Juan I, Lisboa, Círculo de Lectores, 2005.
- Un cruce de la frontera. Hablando de municipios Guardia en Cortes, Porto, 2006 (coautora)
- Carta del rey Manuel I de Santarém, Santarém, Ayuntamiento, 2007, pp. 317
- Juan I, que volvió a cosechar Buena Memoria, Lisboa, Temas y Debates, 2008, 448 pp.
- El poder municipal de Cambios para la asamblea constituyente. Apuntes de Historia Social, 2ª ed. revista, Coímbra, Centro de *Estudios y Capacitación Tributaria Consejo, 2008, 226 páginas (coautora)
- Juan I, La Buena Memoria, Lisboa, QuidNovi, 2009, 95 pp.
- Montemor-o-viejo camino de la Corte y de los Tribunales, Montemor-o-Velho, Ayuntamiento, 2010, 237 pp.
- La Carta de los manuelino Jarmelo, Jarmelo, IMC.IP / Guardia Rail Museo de la Asociación Cultural y Deportiva de Jarmelo, 2010, 103 pp. (coautora)